# Valaská Belá
Valaská Belá (em húngaro: Bélapataka) é um município da Eslováquia, situado no distrito de Prievidza, na região de Trenčín. Tem 64,77 km² de área e sua população em 2018 foi estimada em 2.087 habitantes.

## Demografia
| Ano:        | 1994 | 2004    | 2014   | 2024    |
| ----------- | ---- | ------- | ------ | ------- |
| Broj ljudi: | 2599 | 2327    | 2171   | 1905    |
| Razlika:    |      | -10,46% | -6,70% | -12,25% |

| Ano:               | 2023 | 2024   |
| ------------------ | ---- | ------ |
| Número de pessoas: | 1946 | 1905   |
| Diferença:         |      | -2,10% |